# Sigurd Kruse
Oskar Sigurd Natanael Kruse, född 11 augusti 1899 i Stockholm, död där 20 maj 1984 i Oscars församling, var en svensk elektroingenjör.
Kruse avlade studentexamen i Stockholm 1919 och utexaminerades från Kungliga Tekniska högskolan 1923. Han blev ingenjör vid Fälttelegrafkårens radioverkstad i Hagalund 1923, vid Svenska Radioaktiebolagets telefontekniska avdelning 1929, anställdes vid Telefon AB L.M. Ericsson 1931 samt var docent i elektrisk mätteknik vid Kungliga Tekniska högskolan från 1940 och lektor vid tekniska läroverket i Stockholm från 1944. Sigurd Kruse är gravsatt i minneslunden på Norra begravningsplatsen utanför Stockholm.